# István Eörsi
István Eörsi (maghiară: [ˈiʃtvaːn ˈørʃi]; n. 16 iunie 1931, Budapesta, Regatul Ungariei – d. 13 octombrie 2005, Budapesta, Ungaria) a fost un scriitor, romancier, eseist politic, poet și traducător literar maghiar.

## Biografie
S-a născut într-o familie de evrei educați din Budapesta, primind la naștere numele Ede Schleiffer. După finalizarea studiilor de literatură engleză și germană la Budapesta, a lucrat ca profesor de școală. Începând din tinerețe, el a scris articole pentru ziarul comunist, a pretins că era marxist și a scris o poezie cu ocazia morții lui Iosif Stalin.
Eörsi a făcut parte din minoritatea maghiară, care a urat bun venit Armatei Roșii, când rușii au invadat țara. El a fost unul dintre cei care i-a privit pe ruși ca pe niște eliberatori și nu ca pe niște dușmani. Deși cei mai mulți dintre acești susținători ruși au fost dezamăgiți după ascensiunea la putere a lui Stalin, Eörsi a găsit noi oportunități în această perioadă de incertitudine. Încă de când era elev, Eörsi a publicat poezii, în care a cântat laude guvernului comunist.
În anii ulteriori, el a devenit un adversar al dictaturii proletariatului și un opoziționist. Din cauza participării sale la Revoluția Maghiară din 1956 el a fost condamnat la opt ani de închisoare, din care a ispășit trei ani și jumătate (până la amnistia din 1960). După eliberarea sa, i s-a interzis să mai publice, iar din această cauză el s-a concentrat pe traducerea scrierilor lui Goethe, Heine, Brecht, Shakespeare, Ginsberg, Shelley, Keats, Pușkin, Jandl și Lorca.
În 1983 și 1984, el a trăit în Berlinul de Vest ca bursier DAAD (Deutscher Akademischer Austauschdienst). După căderea comunismului în Ungaria în 1989, Eörsi a criticat renașterea naționalismului. El a fost un membru fondator al Alianței Democraților Liberi, dar a părăsit acel partid din cauza diferențelor ideologice.
Stilul literar al lui Eörsi a fost marcat de poziția sa ideologică și a purtat de multe ori zelul său politic sub formă de sarcasm. Scrierile sale au avut tendința de a fi volatile, precum și pasionate, mai ales atunci când el a scris pe teme politice. În ultimii ani, scrierile lui Eörsi au avut nuanțe mai domoale. Dar scrierea sa a fost marcată mereu de două aspecte: în primul rând, o formă revizionistă de marxism pe care a învățat-o de la profesorul său, György Lukács; în al doilea rând, experiențele sale din perioada Revoluției Maghiare din 1956, care l-au dus la închisoare.

## Închisoare
Angajamentul lui Eörsi la ideologia anticomunistă și exprimarea lui în versuri l-a dus la închisoare. El a fost arestat în decembrie 1956 sub acuzația de incitare. În timpul procesului său două poezii antisovietice, care apăruseră în ziarul clandestin Elunk (Trăim) cu câteva săptămâni mai devreme, au fost folosite ca dovezi. El a fost condamnat la o pedeapsă de opt ani de închisoare. Cu toate acestea, el a petrecut doar 42 de luni în închisoare, deoarece a fost amnistiat și eliberat în 1960.

## Lucrări
A doua antologie de versuri a lui Eörsi, intitulată Ütni az ördögöt, a fost publicată cu puțin timp înainte de arestarea sa. După ce a fost arestat această carte a trebuit să fie retrasă din circulație. Această retragere a marcat o eră de interdicții pentru Eörsi, ale cărui lucrări au trebuit să aștepte încă 12 ani pentru a fi publicate din nou. În perioada interdicției, Eörsi a trăit lucrând ca jurnalist independent. El a făcut, de asemenea, o viață de lucru ca un asistent să Lukacs, ale cărui cărți s-a tradus din limba germană în limba maghiară. Relația lui Eörsi cu bătrânul filosof a fost mai mult decât una profesionistă. Ei au dezvoltat o prietenie puternică, iar cei doi au înregistrat numeroase conversații sincere, care au fost publicate în 1989 în volumul Eletrajz magnoszalagon.
În 2005, el a fost distins cu Premiul Kossuth, considerat cel mai prestigios premiu cultural din Ungaria.
În același an a murit de leucemie.

## Scrieri
- Fiatal szemmel. Versek (Szépirodalmi, 1953)
- Ütni az ördögöt (Magvető, 1956) Elkobozva, 1957.
- Változatok egy közhelyre  (Magvető, 1968)
- Tragikomédiák (Magvető, 1969)
- Különremény (Szépirodalmi, 1972) Elkobozva, a kinyomtatott példányok a nyolcvanas évek közepén kerültek elő.
- A nemek és az igenek. Válogatott versek (Magvető, 1976)
- Lonci narancssárgában (Szépirodalmi, 1976)
- Ruhapróba. Válogatott műfordítások (Európa, 1976)
- Történetek egy hideg faházban. Írások a hűség és hűtlenség tárgyköréből (Szépirodalmi, 1978)
- Ürügyeim (Magvető, 1979)
- A derűlátás esélyei (Szépirodalmi, 1981)
- Jönnek a bájos tények (Szépirodalmi, 1983)
- A Maradjhű-utcában (Szépirodalmi, 1985)
- Az utolsó szó jogán (AB Független, (szamizdat), 1986)
- Kilenc dráma (Szépirodalmi, 1988)
- Emlékezés a régi szép időkre (Katalizátor Iroda, (szamizdat), (1988), Napra-forgó, (legális, második kiadás) 1989)
- Bedobom a törülközőt. Publicisztikai írások (Napra-forgó, 1989)

[[Fájl:Eorsi Istvan.jpg|bélyegkép|Eörsi István (Budapest, 1990.) Fotó: Kertész Dániel]]
- Nem vagyok kikerics (Szépirodalmi, 1990)
- Kalap és villamos. Gyermekversek (T-Twins, 1992)
- A szerző szeretné, ha a pofa feje és a csomó emlékeztetne egymásra. Hat dráma (Pátria könyvek, 1992)
- Üzenet mélyvörös levélpapíron. Esszék és publicisztikai írások (Pesti Szalon, 1993)
- Én és az Isten. Versek (Pesti Szalon, 1994)
- Időm Gombroviczcsal Arhivat în 26 august 2018, la Wayback Machine. (Pesti Szalon, é. n. (1994))
- A csomó. Elbeszélések (Pesti Szalon, é. n. (1995))
- Az ötlábú bárány[nefuncțională – arhivă]
. Publicisztikai írások (Pesti Szalon, é. n. (1996))
- A szabadság titokzatos bája. Esszék, kritikák, portrék 1967–1997. (Palatinus, 1997)
- Utasok a senkiföldjén. Jóbok könyve (Palatinus, 1998)
- Szögek. Összegyűjtött versek 1952–2000 (Palatinus, 2000)
- Versdokumentumok, magyarázatokkal 1949–1956 (Palatinus, 2001)
- Ismerős úr a csúszdán. Publicisztikai írások (Noran, 2002)
- Zárt térben Önéletrajzi regény (Noran, 2003)
- A fogadás. 18 dráma (Noran, 2004)
- Kérdések, barátaimnak. Versek (Noran, 2004)
- Halpagár. Gyermekversek (Noran, 2005)
- dr. Noha. Történetek (Noran, 2005)
- Időm Gombrowiczcsal 1-2.; 2. jav. kiad.; Fapadoskonyv.hu, Bp., 2009

## Conversații
- György Lukács: Megélt gondolkodás – Életrajz magnószalagon (Magvető, 1989)

## Premii și distincții
- 1952: Premiul Attila József
- 1983: Premiul Frankfurter Autorenstiftung
- 1988: Premiul pentru traducere al Austriei
- 1989: Premiul Tibor Déry
- 1990: Premiul criticilor de teatru
- 1991: Ordinul Steaua Republicii Ungare
- 1993: Premiul special Parnasszus
- 1993: Premiul special al International Board on Books for Young People (IBBY)
- 1996: Premiul pentru întreaga activitate al Fundației Soros
- 2005: Premiul Kossuth